# District de Changyi
Pour les articles homonymes, voir Changyi (homonymie).
Le district de Changyi (昌邑区 ; pinyin : Chāngyì Qū) est une subdivision administrative de la province du Jilin en Chine. Il est placé sous la juridiction de la ville-préfecture de Jilin.